# Friedegasse 27 (Hopfgarten)

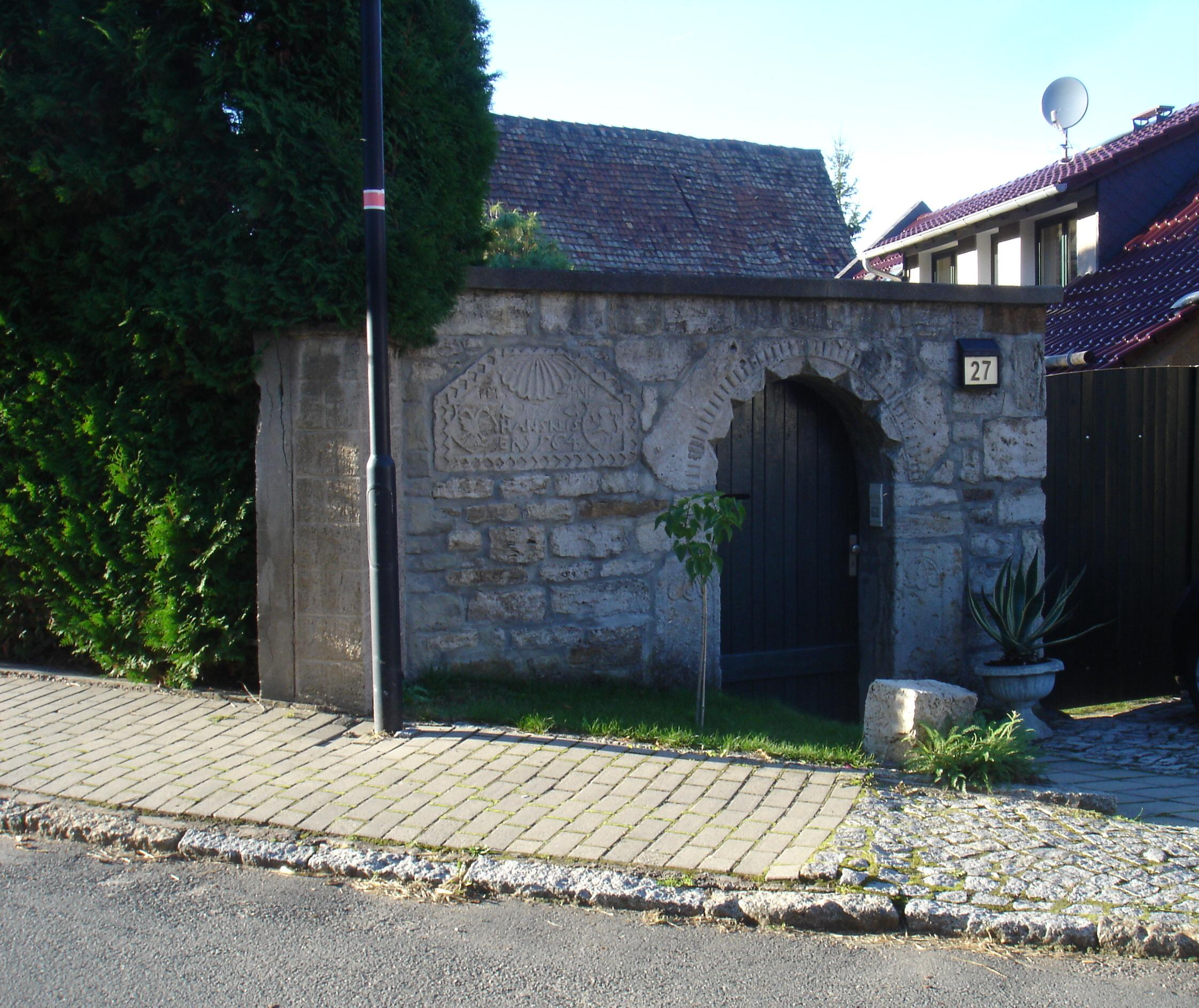
Friedegasse 27; Portal und Wappentafel

Auf der Liste der Kulturdenkmale in Grammetal#Hopfgarten bei Weimar ist mit der Anschrift Friedegasse 27 (Am Teiche 6) ein Portal und eine Wappentafel aufgeführt. Die Wappentafel zeigt unzweifelhaft die Jakobsmuschel und verweist somit auf den Jakobspilgerweg, der allerdings nicht durch Hopfgarten verläuft. Das Wappenschild mit zwei Teilwappen nennt (vermutlich) den Erbauer HANS NISEN und das Erbauungsjahr 1564. Im Unterschied zur grobbehauenen Bruchsteinmauer aus Kalkstein sticht der Torbogen als Rundportal und die Wappentafel hinsichtlich der Sorgfalt ihrer Bearbeitung heraus. Die Teilwappen sind nicht eindeutig zuzuordnen. Das linke zeigt einen Doppeladler, das rechte einen heraldischen Löwen, der zugleich auch Wappentier der Stadt Weimar ist. Auch die Portalpfeiler haben leichte Verzierungen. Bemerkenswert sind auch die Gehöfte aus Fachwerk. 
In der Friedegasse 9 befindet sich die Dorfkirche Hopfgarten.